# أوبرينغسترينغن
أوبرينغسترينغن (بالألمانية: Oberengstringen) هي بلدية سويسرية تتبع لمقاطعة ديتيكون في كانتون زيورخ. تبلغ مساحتها 2.13 كيلومتر مربع، ويقدر عدد سكانها بـ 6620 نسمة (حسب تعداد ديسمبر 2017).